# Autrey-le-Vay
Autrey-le-Vay är en kommun i departementet Haute-Saône i regionen Bourgogne-Franche-Comté i östra Frankrike. Kommunen ligger i kantonen Villersexel som tillhör arrondissementet Lure. År 2022 hade Autrey-le-Vay 92 invånare.

## Befolkningsutveckling
Antalet invånare i kommunen Autrey-le-Vay
| Referens: INSEE |